# CMLL世界ライトヘビー級王座
CMLL世界ライトヘビー級王座は、CMLLが管理、認定している王座。

## 歴代王者
| 歴代   | 選手                         | 戴冠回数 | 獲得日付       | 獲得場所               |
| ------ | ---------------------------- | -------- | -------------- | ---------------------- |
| 初代   | ジェリー・エストラーダ       | 1        | 1991年9月26日  | モレロス州クエルナバカ |
| 第2代  | ピエロー・ジュニア           | 1        | 1992年3月19日  | モレロス州クエルナバカ |
| 第3代  | ドクトル・ワグナー・ジュニア | 1        | 1993年4月2日   | メキシコシティ         |
| 第4代  | アトランティス               | 1        | 1994年3月19日  | ゲレーロ州アカプルコ   |
| 第5代  | ドクトル・ワグナー・ジュニア | 2        | 1995年12月17日 | メキシコシティ         |
| 非公認 | 田尻義博                     |          | 1996年7月19日  | 後楽園ホール           |
| 非公認 | ドクトル・ワグナー・ジュニア |          | 1996年7月28日  | 札幌テイセンホール     |
| 第6代  | アトランティス               | 2        | 1999年5月10日  | プエブラ州プエブラ     |
| 第7代  | ビジャノ3号                  | 1        | 1997年4月18日  | メキシコシティ         |
| 第8代  | ショッカー                   | 1        | 2001年10月7日  | ハリスコ州グアダラハラ |
| 第9代  | ウルティモ・ゲレーロ         | 1        | 2002年12月13日 | メキシコシティ         |
| 第10代 | レイ・ブカネロ               | 1        | 2006年7月14日  | メキシコシティ         |
| 第11代 | エフェスト                   | 1        | 2009年5月26日  | メキシコシティ         |
| 第12代 | ルーシュ                     | 1        | 2011年2月22日  | メキシコシティ         |
| 第13代 | レイ・エスコルピオン         | 1        | 2013年1月30日  | メキシコシティ         |
| 第14代 | アンヘル・デ・オロ           | 1        | 2014年11月28日 | メキシコシティ         |
| 第15代 | ラ・マスカラ                 | 1        | 2016年4月8日   | メキシコシティ         |
| 第16代 | ニエブラ・ロハ               | 1        | 2017年6月20日  | メキシコシティ         |
| 第17代 | バルバロ・カベルナリオ       | 1        | 2022年7月15日  | メキシコシティ         |
| 第18代 | アベルノ                     | 1        | 2024年3月29日  | メキシコシティ         |